# 陽炎 (ARTERY VEINの曲)
「陽炎」（かげろう）は、ARTERY VEINの4枚目のシングル。2012年8月8日に5pb.Recordsから発売された。

## 概要
喜多村英梨と今井麻美によるユニット・ARTERY VEINの4thシングル。表題曲「陽炎」 は、マーベラスAQLのニンテンドー3DS専用ゲームソフト『閃乱カグラ Burst -紅蓮の少女達-』のエンディングテーマとなっており、カップリング曲「月幻」は、5pb.のPSP専用ゲームソフト『コープスパーティー -THE ANTHOLOGY- サチコの恋愛遊戯♥Hysteric Birthday 2U』の挿入歌である。

## 収録曲
（全編曲：悠木真一）
1. 陽炎 [5:56]

作詞・作曲：濱田智之
2. 月幻 [5:00] 
作詞・作曲：山科蓮
3. 陽炎（off vocal）
4. 月幻（off vocal）